# Liste von Vulkanen in China

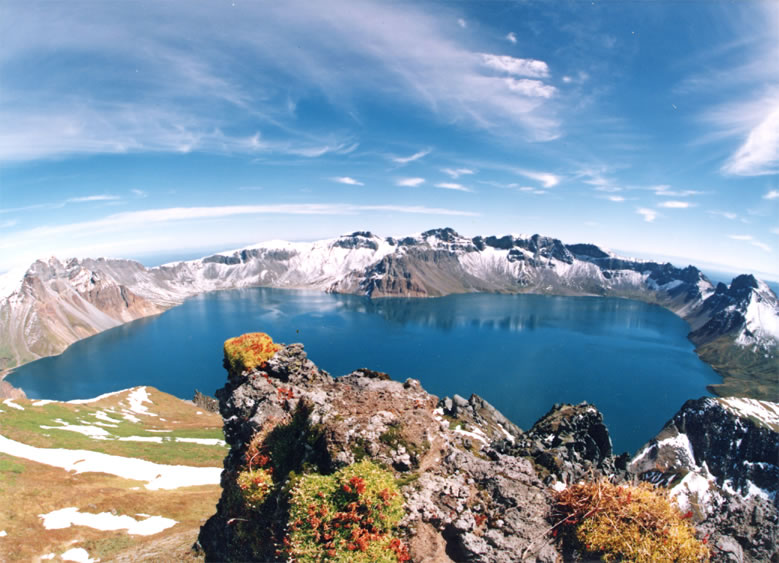

Dies ist eine Liste von Vulkanen in China, die während des Quartärs mindestens einmal aktiv waren. Quartäre Vulkane befinden sich sowohl in der Volksrepublik China als auch in der Republik China (Taiwan). Die Vulkane sind hauptsächlich in den drei folgenden Gebieten anzutreffen:
- das Gebiet am Mongolischen Hochland, dort ist die Zahl der Vulkane am größten, z. B. die Datong-Vulkangruppe und Wudalianchi-Vulkangruppe
- das Gebiet des Qinghai-Tibet-Plateaus, z. B. die Tengchong-Vulkangruppe in Yunnan
- das Gebiet am Stillen Ozean, z. B. die Changbai-Shan-Vulkangruppe und die Datun-Vulkangruppe auf Taiwan

## Liste der Vulkane in der Volksrepublik China
| Pinyin/Chinesisch                         | Übersetzung                                                                    | Typ                        | geogr. Breite / Länge         | Stadt/Kreis/Lage                                                                                        | Provinz                  | Höhe [m]  | letzter Ausbruch                    |
| ----------------------------------------- | ------------------------------------------------------------------------------ | -------------------------- | ----------------------------- | --- | ------------------------ | --------- | ----------------------------------- |
| Ashikule huoshan qun 阿什库勒火山群       | Ashikule-Vulkangruppe (mit Ashi-Vulkan)                                        | Schlackenkegel             | 35° 31′ 00″ N, 080° 12′ 00″ O | Ashikule-Becken (阿什库勒盆地), Westliches Kunlun-Gebirge                                               | Xinjiang                 | 5808      | 1951                                |
| Baitoushan Tianchi huoshan 长白山天池火山 | Himmelssee (Tian Chi)-Gipfelcaldera des Baitou Shan                            | Schichtvulkan              | 41° 59′ 00″ N, 128° 05′ 00″ O | Fusong, Changbai-Shan-Vulkangruppe des Changbai-Gebirges                                                | Jilin                    | 2744      | 1903                                |
| Changbai Shan huoshanqun 长白山火山群     | Changbai-Shan-Vulkangruppe                                                     |                            |                               | Changbai-Gebirge                                                                                        | Jilin (China); Nordkorea |           |                                     |
| Datong huoshan qun 大同火山群             | Datong-Vulkangruppe                                                            | Schlackenkegel             | 40° 00′ 00″ N, 113° 17′ 00″ O | Datong-Becken (大同盆地 Datong pendi), Kreise Yunzhou, Zuoyun und Youyu                                 | Shanxi                   | 1882      | 60 ka BP                            |
| Hainan dao 海南岛                         | Hainan-Vulkanfeld                                                              | Schlacken- und Aschenkegel | 19° 42′ 00″ N, 110° 06′ 00″ O | 4.100 km² im Norden der Insel Hainan                                                                    | Hainan                   | unbekannt | 1933                                |
| Honggeertu 红格尔图                       | Hongge’ertu-Vulkanfeld                                                         | Schlackenkegel             | 41° 28′ 00″ N, 113° 00′ 00″ O | | Innere Mongolei          | 1700      | unbekannt                           |
| Jingpo Hu huoshan 镜泊湖火山              | Jingpo-Hu-Vulkangruppe                                                         | Vulkanfeld                 | 44° 05′ 00″ N, 128° 50′ 00″ O | Jingpo Hu                                                                                               | Heilongjiang             | 1000      | 520 v. Chr. ± 100 Jahre             |
| Kekexili huoshanqun 可可西里火山群        | Kekexili-Vulkangruppe (oder Hoh-Xil-Vulkangruppe; engl. Hoh Xil volcanic zone) |                            |                               | Hoh Xil Shan im Hoh-Xil-/Bayan-Har-Massiv (可可西里-巴颜喀拉地块) des nördlichen Qinghai-Tibet-Plateaus |                          |           |                                     |
| Keluo huoshan qun 科洛火山群              | Keluo-Vulkangruppe                                                             | Pyroklastische Kegel       | 49° 22′ 00″ N, 125° 55′ 00″ O | Keluo, Nenjiang, am Übergang von Großem Hinggan-Gebirge und Songnen-Ebene                               | Heilongjiang             | 670       | unbekannt                           |
| Leizhou Bandao 雷州半島                   | Vulkane der Leizhou-Halbinsel                                                  | Vulkanfeld                 | 20° 47′ 00″ N, 110° 10′ 00″ O | Leizhou-Halbinsel und Inseln                                                                            | Guangdong                | 259       | unbekannt                           |
| Longgang huoshan qun 龙岗火山群           | Longgang-Vulkangruppe                                                          | Schlacken- und Aschenkegel | 42° 20′ 00″ N, 126° 30′ 00″ O | Kreise Huinan (辉南县), Jingyu (靖宇县) und Fusong 抚松县                                               | Süd-Jilin                | 1000      | ca. 350 n. Chr.                     |
| Pulu huoshan 普鲁火山                     | Pulu-Vulkan                                                                    |                            |                               | westliches Kunlun-Gebirge, Hotan (Hetian)                                                               | Xinjiang                 |           | vor ca. 1,43 Mill. Jahren erloschen |
| Tengchong huoshan qun 腾冲火山群          | Tengchong-Vulkangruppe                                                         | Vulkanfeld                 | 25° 14′ 00″ N, 098° 30′ 00″ O | Tengchong                                                                                               | Yunnan                   | 2865      | 5750 v. Chr. ± 1000 Jahre           |
| Weizhoudao huoshan 涠周岛火山             | Weizhoudao-Vulkan                                                              |                            |                               | Weizhou Dao (Vulkaninsel), Golf von Tongking, Haicheng, Beihai                                          | Guangxi                  |           | vor ca. 7000 Jahren                 |
| Wudalianchi huoshan qun 五大连池火山群    | Wudalianchi-Vulkangruppe                                                       | Vulkanfeld                 | 48° 43′ 00″ N, 126° 07′ 00″ O | Wudalianchi                                                                                             | Heilongjiang             | 597       | 1776                                |
| Yitong huoshan qun 伊通火山群             | Yitong-Vulkangruppe                                                            |                            |                               | Yitong                                                                                                  | Jilin                    |           |                                     |

## Liste der Vulkane in der Republik China
| Pinyin/Chinesisch           | Übersetzung                                  | Typ               | geogr. Breite / Länge         | Stadt/Kreis/Lage                            | Provinz | Höhe [m] | letzter Ausbruch        |
| --------------------------- | -------------------------------------------- | ----------------- | ----------------------------- | ------------------------------------------- | ------- | -------- | ----------------------- |
| Datun huoshanqun 大屯火山群 | Datun-Vulkangruppe (oder Tatun-Vulkangruppe) | Lavadome          | 25° 10′ 00″ N, 121° 31′ 00″ O | 15 km von Taipei, am Rand des Taipei-Becken | Taiwan  | 1120     | 4100 v. Chr. ± 40 Jahre |
| Guishandao 龜山島           | Guishan Dao (Schildkrötenberginsel)          | Schichtvulkan     | 24° 50′ 31″ N, 121° 57′ 06″ O | Stadtgemeinde Toucheng, Landkreis Yilan     | Taiwan  | 401      | 1785 ± 10 Jahre         |
| Péngjiāyǔ 彭佳嶼            | Pengjiayu                                    | Schichtvulkan     | 25° 38′ 00″ N, 122° 04′ 00″ O | Keelung                                     | Taiwan  | 129      | Pleistozän              |
|                             | unbenannt                                    | Submariner Vulkan | 24° 00′ 00″ N, 121° 50′ 00″ O | 18 km östlich von Hualien                   | Taiwan  |          | 1853                    |

## Weitere Vulkane und Vulkanzonen
- Wulanhada-Vulkangruppe 乌兰哈达火山群,  Wulanhada huoshanqun (6 Vulkane)[2]
- Kunlun 昆仑
- Shishan-Vulkangruppe 石山火山群 Shishan Volcano Cluster National Geopark 海口石山火山群国家地质公园, Haikou, Hainan
- Tianshan-Gruppe
- Turfan, Xinjiang
- Jingyu-Vulkan- und Mineralquellengruppe 靖宇火山矿泉群 Jingyu, Jilin, Jingyu Volcano and Warm Mineral Spring Cluster National Geopark 靖宇火山矿泉群国家地质公园
- Erke-Vulkangruppe (Erke huoshan qun 二克火山群, 3 Stück)
- Jianshan-Vulkan (Jianshan huoshan qun 尖山火山群), Kreis Keshan
- Aer Shan / Arxan (阿尔山); Pinyin: Ā'ěrshān (哈拉哈河火山群)
- Xiaogulihe (Genhe)-Vulkan
- Yongbo Cuo 涌波错 (Yurba Co)

- Mishan-Dunhua-Vulkangebiet 密山—敦化火山带
  - Dongning-Changbai-Vulkangebiet 东宁—长白火山带
  - Yilan-Shulan-Vulkangebiet 依兰—舒兰火山带
- Xing'an-Vulkangebiet 兴安火山带
  - Da-Xing'an-Ling-Vulkangebiet 大兴安岭火山带
  - Xiaoguli He - Keluo - Wudalianchi -Vulkangebiet 小古里河—科洛—五大连池火山带
- Xiao-Xing'an-Vulkangebiet 小兴安岭火山带 (Kleines Hinggan-Gebirge)

### Wudalianchi-Gruppe
- Weishan 尾山
- Molabushan 莫拉布山
- Xilongmenshan 西龙门山
- Donglongmenshan 东龙门山
- Xiaohushan 小孤山
- Dongjiaodebushan 东焦得布山
- Xijiaodebushan 西焦得布山
- Yaoquanshan 药泉山
- Wohushan 卧虎山
- Bijiashan 笔架山
- Laoheishan 老黑山
- Huoshaoshan 火烧山
- Nangelashan 南格拉山
- Beigelashan 北格拉山

### Changbai Shan-Gruppe
- Xi'emaodingzi 西鹅毛顶子
- Dong'emaodingzi 东鹅毛顶子
- Xitudingzi 西土顶子
- Dongtudingzi 东土顶子
- Xima'anshan 西马鞍山
- Dongma'anshan 东马鞍山
- Chifeng 赤峰
- Laofangzixiaoshan 老房子小山

### Jingpo Hu-Gruppe
- Huoshankousenlin huoshan 火山口森林火山
- Daganpao huoshan 大干泡火山
- Wudaogou huoshan 五道沟火山
- Mihunzhen huoshan 迷魂阵火山

### Ashikule-Gruppe
- Xishan 西山 (Xinjiang huoshan 新疆火山)
- Ashishan 阿什山
- Daheishan 大黑山
- Wulukeshan 乌鲁克山
- Migongshan 迷宫山
- Yueyashan 月牙山
- Maoniushan 牦牛山
- Heilongshan 黑龙山
- Matishan 马蹄山
- Dongshan 东山 (Xinjiang huoshan 新疆火山)
- Yizishan 椅子山